# Gliniski
Gliniski [pronunciación en polaco: /ɡlʲiˈɲiskʲi/] es un pueblo en el distrito administrativo de Gmina Augustów, dentro del Distrito de Augustów, Voivodato de Podlaquia, en el noreste de Polonia. Se encuentra aproximadamente 8 kilómetros al sur de Augustów y 76 kilómetros al norte de la capital regional, Białystok.